# Sonate voor orgel
De Sonate voor orgel is een compositie van Otto Olsson. 
Hij schreef deze sonate in 1909, hij was zelf een gevierd organist. Olsson schreef meerdere werken voor orgel, waaronder onder opus 15 ook een orgelsymfonie. Zijn “gewone” symfonie verscheen onder opus 11. De Sonate voor orgel is op het lijf geschreven van de componist zelf. Er komt veel technisch vernuft aan te pas, terwijl in deel drie een behoorlijke partij is geschreven voor het pedaalwerk. Olsson was daar volgens de overlevering zelf een meester in.
Olsson was dan wel een meesterorganist, het schrijven van een orgelsonate ging hem moeilijk af. Al in 1898 begon hij aan een dergelijk werk, maar liet dat links liggen. In 1900 kreeg hij één deel op papier van een orgelsonate in e mineur. in 1909 was er dan dit werk. Het middendeel bestond toen uit een allegretto, maar daar was de componist niet tevreden over; hij schreef een nieuw tweede deel. Er mag aangenomen worden dat Olsson het werk een aantal keren gespeeld heeft voordat hij het naar zijn uitgever zond, het is dan al 1913. De uitgave op papier liet mede door de Eerste Wereldoorlog op zich wachten tot 1924 met een positieve recensie in The Organ in 1925. Daarna bleef het werk populair bij de Zweedse organisten. Op 3 maart 2013 werd het werk gespeeld in de Gustaf Vasa kyrka en dat is de kerk waar Olsson in 1909 organist was. 
De sonate bestaat uit drie delen:
1. Allegro moderato – poco piu lento – come prima
2. Meditatie, andante lento - Fuga, andante lento
3. Finale: Allegro con brio

Het werk is opgedragen aan Niels Otto Raasted, een collega op het gebied van componeren en het bespelen van het orgel. Raasted schreef zelf zes orgelsonates.

## Discografie
- Uitgave BIS Records: Hans Fagius (opname 1977)
- Uitgave Swedish Society: Ralph Gustafsson (orgelwerken van Olsson 1909-1911)
- Uitgave Chandos: Iain Quinn (album Tender is the north, opname 2009)